# Karl von Aulock
Karl von Aulock (auch Karl Joseph von Aulock; * 22. Oktober 1771 in Seichwitz bei Rosenberg; † 3. Mai 1830 in Breslau) war ein deutscher Geistlicher. Von 1826 bis zu seinem Tod war er sowohl Weihbischof in Breslau als auch Titularbischof von Marocco.

## Leben
Karl von Aulock entstammte dem schlesischen Adelsgeschlecht Aulock. Seine Eltern waren Karl von Aulock und Josepha, geborene Wegen. Sie besaßen das Rittergut Seichwitz bei Rosenberg. Karl von Aulock absolvierte die Humaniora und studierte ab 1792 Philosophie und Theologie an der Breslauer Leopoldina. Am 23. Februar d. J. wurden ihm die Tonsur und die Niederen Weihen erteilt. Ab April 1793 war er Alumne des unter Weihbischof Elias Daniel von Sommerfeld gegründeten Alumnats. Am 21. März 1795 wurde er vom Weihbischof Anton Ferdinand von Rothkirch und Panthen zum Priester geweiht. Danach war er kurze Zeit Kaplan in Hochkirch und anschließend Pfarrer in Oppersdorf. Als Kanoniker des Breslauer Doms residierte er ab 1805 in Breslau. Am 15. Juli 1810 wurde er Dechant am Glogauer Kollegiatstift. Nach der Säkularisation 1810 wurde er 1812 in das neue Domkapitel aufgenommen. Außerdem war er Prokurator des Lazarushospitals, „Magister fabricae“ (Baumeister) der Dom- und Kreuzkirche sowie Rat im Generalvikariat. Am 28. September 1825 wurde er Domdekan. 
Nachdem der Breslauer Weihbischof Emanuel von Schimonsky zum Fürstbischof aufgestiegen war, wurde Karl von Aulock 1826 zu dessen Nachfolger berufen und von Papst zum Titularbischof von Marocco ernannt. Die Bischofsweihe erteilte ihm am 18. Juni 1826 Fürstbischof Schimonsky.
Während seiner nur dreijährigen Amtszeit als Weihbischof weihte er 132 Priester. Im Rahmen der Generalvisitation unternahm er Reisen nach Sagan und Pleß. Nach einer längeren Erkrankung starb er am 3. Mai 1830 in Breslau. Sein Leichnam wurde in der Domherrengruft des Breslauer Doms beigesetzt.